# Leichtathletik-Europameisterschaften 1950/Medaillenspiegel
Dies ist der Medaillenspiegel der Leichtathletik-Europameisterschaften 1950, welche vom 23. bis zum 27. August im belgischen Brüssel ausgetragen wurden. Bei identischer Medaillenbilanz sind die Länder auf dem gleichen Rang geführt und alphabetisch geordnet.
| Medaillenspiegel | Medaillenspiegel | Medaillenspiegel | Medaillenspiegel | Medaillenspiegel | Medaillenspiegel |
| Platz            | Land             | Gold             | Silber           | Bronze           | Gesamt           |
| ---------------- | ---------------- | ---------------- | ---------------- | ---------------- | ---------------- |
| 1                | Großbritannien   | 8                | 3                | 6                | 17               |
| 2                | Sowjetunion      | 6                | 5                | 6                | 17               |
| 3                | Frankreich       | 4                | 8                | 3                | 15               |
| 4                | Niederlande      | 4                | 3                | 1                | 8                |
| 5                | Italien          | 3                | 5                | 1                | 9                |
| 6                | Tschechoslowakei | 3                | –                | 3                | 6                |
| 7                | Island           | 2                | 1                | –                | 3                |
| 8                | Schweden         | 1                | 4                | 7                | 12               |
| 9                | Finnland         | 1                | 3                | 5                | 9                |
| 10               | Norwegen         | 1                | –                | –                | 1                |
| 10               | Schweiz          | 1                | –                | –                | 1                |
| 12               | Jugoslawien      | –                | 1                | –                | 1                |
| 12               | Österreich       | –                | 1                | –                | 1                |
| 14               | Belgien          | –                | –                | 1                | 1                |
| 14               | Türkei           | –                | –                | 1                | 1                |
| Gesamt           | Gesamt           | 34               | 34               | 34               | 102              |